# Lamelas e Guimarei
Lamelas e Guimarei (oficialmente: União das Freguesias de Lamelas e Guimarei) é uma freguesia portuguesa do município de Santo Tirso, com 12,41 km² de área e 1567 habitantes (censo de 2021). A sua densidade populacional é 126,3 hab./km².

## História
Foi constituída em 2013, no âmbito de uma reforma administrativa nacional, pela agregação das antigas freguesias de Lamelas e Guimarei.

## Demografia
A população registada nos censos foi:
| Distribuição da População por Grupos Etários | Distribuição da População por Grupos Etários | Distribuição da População por Grupos Etários | Distribuição da População por Grupos Etários | Distribuição da População por Grupos Etários | Distribuição da População por Grupos Etários |
| -------------------------------------------- | -------------------------------------------- | -------------------------------------------- | -------------------------------------------- | -------------------------------------------- | -------------------------------------------- |
| Antes da agregação                           |                                              |                                              |                                              |                                              |                                              |
| Ano                                          | 0-14 anos                                    | 15-24 anos                                   | 25-64 anos                                   | >= 65 anos                                   | Total                                        |
| 2001                                         | 257                                          | 246                                          | 905                                          | 281                                          | 1689                                         |
| 2011                                         | 219                                          | 168                                          | 980                                          | 293                                          | 1660                                         |
| Após a agregação                             |                                              |                                              |                                              |                                              |                                              |
| Ano                                          | 0-14 anos                                    | 15-24 anos                                   | 25-64 anos                                   | >= 65 anos                                   | Total                                        |
| 2021                                         | 176                                          | 151                                          | 879                                          | 361                                          | 1567                                         |

## Património Arquitetónico
Património arquitetónico referido no SIPA:
- Casa da Quinta da Picaria
- Escola Primária de Guimarei / Escola Básica do 1.º Ciclo com Jardim de Infância de Igreja
- Igreja Paroquial de Guimarei / Igreja de São Paio
- Igreja Paroquial de Lamelas / Igreja de Santa Eulália